# EDO RAM

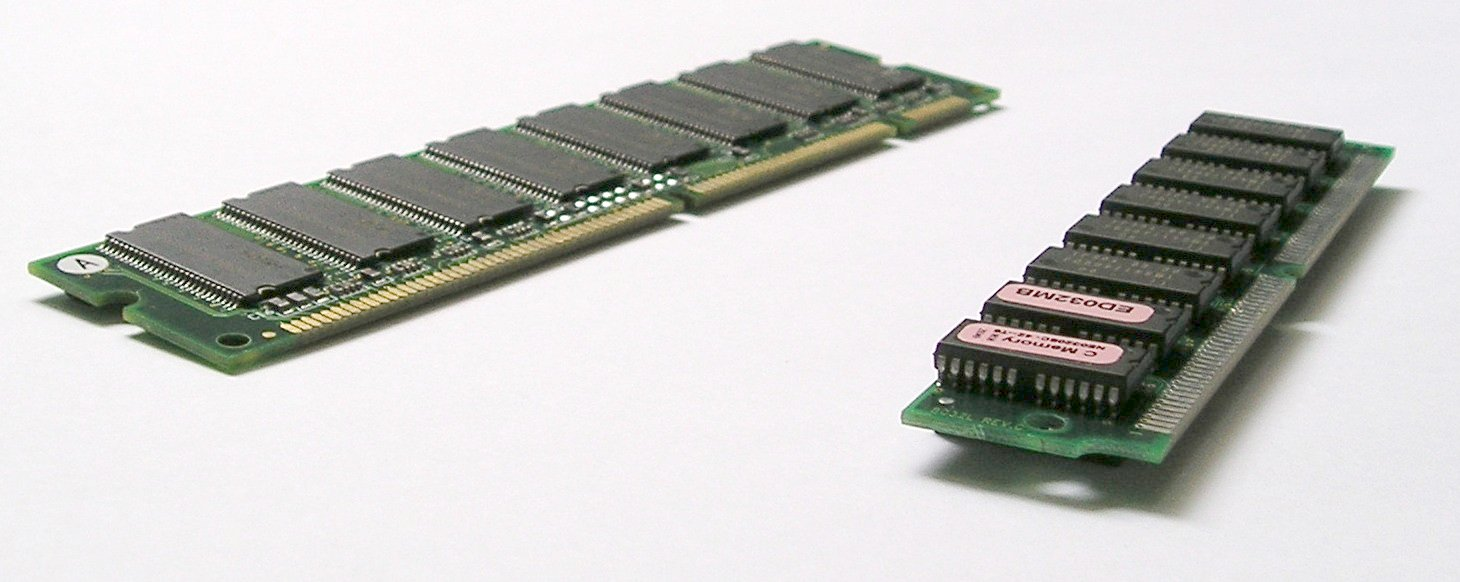
Справа на фото модуль памяти EDO RAM 32 МБ

EDO RAM (англ. Extended Data Out Random Access Memory) — память произвольного доступа к данным с расширенным выводом — усовершенствованный тип памяти FPM RAM (другое название Hyper Page Mode). В отличие от FPM, в памяти EDO при выставлении сигнала CAS в линию продолжали выдаваться данные с текущего такта, что позволило сократить длительность цикла чтения.
Использовалась в компьютерах на основе процессоров Pentium начиная с 1995 года. Из наборов микросхем для процессора 486 лишь чипсет ALI M1487 поддерживал EDO RAM.
Память типа EDO была разработана и запатентована фирмой Micron Technology. В ней использовалась шина данных шириной 32 бита (разъем SIMM с 72 контактами), пропускная способность составляла до 320 Мбит/с (на частоте 40 МГц). Напряжение питания 5 вольт.
В 1994 году EDO (40 МГц) сменила более раннюю память FPM (25 МГц), а затем, примерно с 1996 года, начала постепенно замещаться памятью стандарта SDRAM, работавшей на частотах до 133 МГц.
Модули памяти EDO имели типичные объёмы около 16 мегабайт.